# Enicospilus medianus
Enicospilus medianus är en stekelart som beskrevs av Tang 1990. Enicospilus medianus ingår i släktet Enicospilus och familjen brokparasitsteklar. Inga underarter finns listade i Catalogue of Life.